# Colaspoides elegans
Espèce
Colaspoides elegans est une espèce de coléoptères de la famille des Chrysomelidae et de la sous-famille des Eumolpinae. Elle est trouvée à Singapour.